# ليغو 2: الجزء الثاني (فلم)
فيلم ليغو 2 (بالإنجليزية: The Lego Movie 2: The Second Part) هو فيلم رسوم متحركة لعام 2019 ، تم إنتاجه بواسطة استوديو Animal Logic وتوزيع شركة وارنر برذرز. إنه استمرار لفيلم ليغو والفيلم الرابع في الامتياز ، بعد إطلاق عرضين منفصلين ، فيلم ليغو باتمان والليجو نينجاجو. الفيلم من إخراج مايك ميتش.
تدور أحداث الفيلم بعد غزو كوكب "دوبلو" لكوكب "ليجو الكبار" وكلهم يكونون غلاظ إلا "إيميت مازال ضعيفاً ويراود "إيميت" شعور بنهاية عالم الليجو الذي سماها بال"أرماماجادون" ويتم إختطاف "لوسي" وأصدقاء "إيميت" فيحاول إنقاذهم و ينطلق إلى نظام "سيستار" و يقابل "ريكس" الذي علمه أن يكون قوياً ولكن يكتشف أن "ريكس" يكون نفسه من المستقبل و"ريكس" لا يحاول مساعدة "إيميت" بل بالعكس ولكن لازال يريد إنقاذ أصدقائه فأرسل "إيميت" إلى نظام "درايار" لكي يغلظ قلبه لكن لازال يريد أصدقائه فيقرر "ريكس" ضرب "إيميت" ولكن تنقذه لوسي و يختفي "ريكس" لأن "إيميت" قد عرف معنى الصداقة و بالتالي لم يتكون "ريكس" ويعيش عالمي "دوبلو" و "بريكستير" في وئام
ا

## وصلات خارجية
- مقالات تستعمل روابط فنية بلا صلة مع ويكي بيانات